# Kepler-238c
Kepler-238c es un planeta extrasolar que forma parte de un sistema planetario formado por al menos cinco planetas.Orbita la estrella denominada Kepler-238. Fue descubierto en el año 2014 por la sonda Kepler por medio de tránsito astronómico.